# Konketsuji Rika: Hamagure komoriuta
Konketsuji Rika: Hamagure komoriuta (恐怖女子高校?), también conocida con el título de la película con subtítulos en inglés Rica 3: Juvenile Lullabay, es una película japonesa de 1973 de Pinky violence, acción, drama y comedia, protagonizada por Rika Aoki, y dirigida por Kozaburo Yoshimura.

## Saga de Rika
Existen tres películas sobre Rika:
- Konketsuji Rika (1972)
- Konketsuji Rika: Hitoriyuku sasuraitabi (1973)
- Konketsuji Rika: Hamagure komoriuta (1973)

## Argumento
Rica vuelve de nuevo a un reformatorio, donde ha pasado la mayor parte de su juventud. Dentro del reformatorio, existe un mercado sexual. Rica tratará de desmontar de escapar y desmontar dicha trama, pero nada más entrar, se encontrará con el maltrato de sus compañeras de celda.